# Seven of Nine

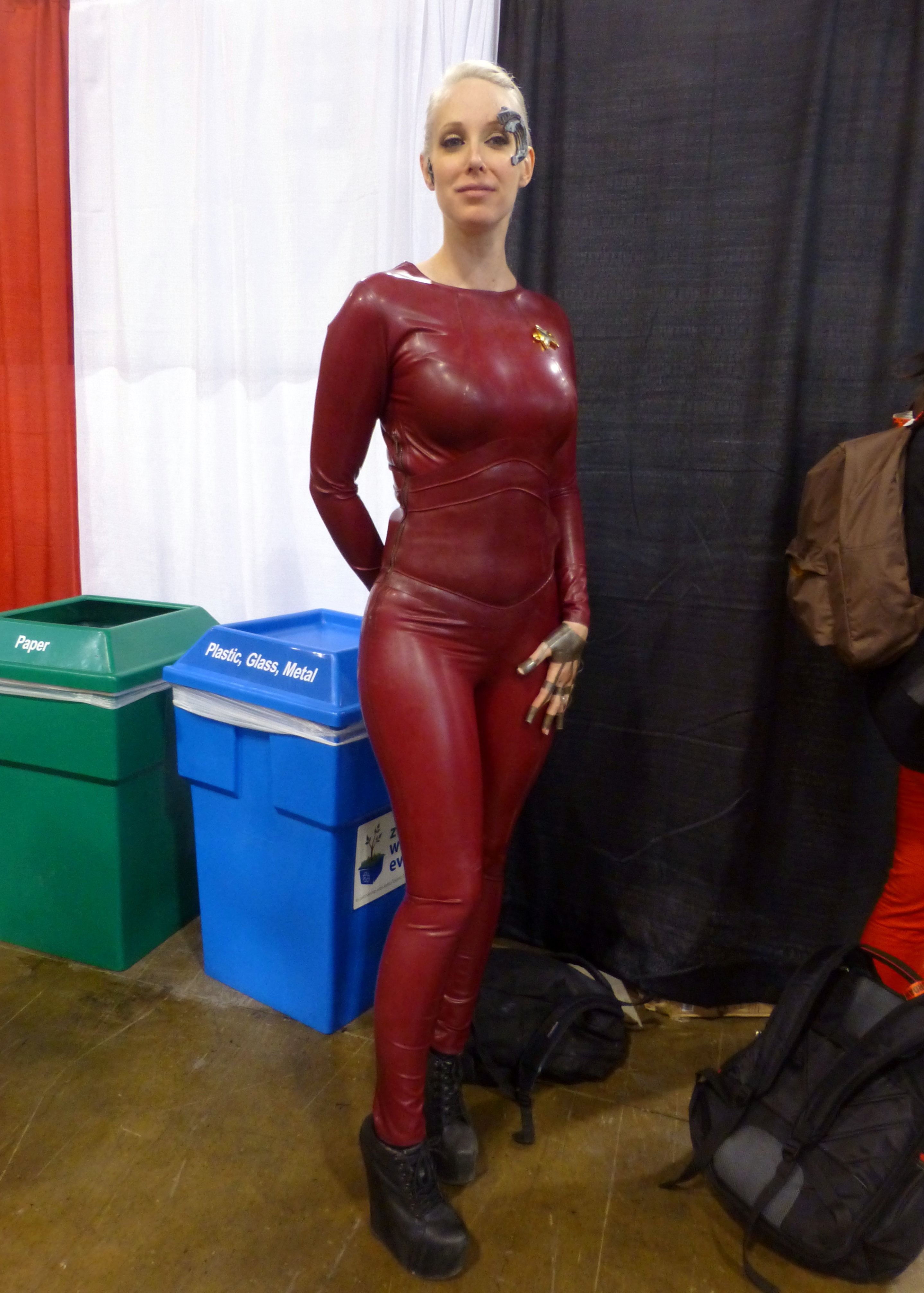
Cosplay de Seven of Nine à la Fan Expo Canada de 2015.

Pour les articles homonymes, voir Seven.
Seven of Nine, adjointe tertiaire de l'Unimatrice 0-1, abrégé en Seven of Nine ou parfois simplement Seven, de son vrai nom Annika Hansen, est un personnage de l'univers de fiction de Star Trek, et plus particulièrement de la série Voyager. Elle est interprétée par l'actrice Jeri Ryan.

## Biographie
Seven of Nine apparaît pour la première fois à la fin de la troisième saison de Voyager (épisode intitulé Scorpion). Humaine assimilée au Collectif à l'âge de 5 ans quand le vaisseau de recherche de ses parents, le Raven, fut capturé par les Borg. Séparée du Collectif sur ordre du Capitaine Kathryn Janeway et recueillie à bord de l'USS Voyager en 2374. Son véritable nom est Annika Hansen, mais elle préfèrera que l'on continue à l'appeler par sa désignation Borg, Seven of Nine.
Elle est née sur la colonie humaine Tendara en 2349 (date stellaire 25479). Ses parents, Magnus et Erin Hansen, des scientifiques espérant étudier les Borg, ont été assimilés en même temps qu'elle était conduite dans le Quadrant Delta.
Sa dernière affectation au sein du Collectif Borg était à bord de l'Unimatrice 0-1 comme adjointe tertiaire. De par ce poste, elle a côtoyé la reine des Borg.
Elle est peu à peu intégrée à l'équipage de l'USS Voyager. Cette intégration n'ira pas sans mal : déracinée de la pensée unique du Collectif et contrainte d'affirmer son individualité, il lui est difficile de se lier d'amitié avec les autres membres de l'équipage. Devant redécouvrir son humanité, elle est peu sociable et manque souvent de tact. Encouragée à devenir indépendante, elle se heurte souvent au capitaine Kathryn Janeway. Cela n'empêchera pas les deux femmes de s'apprécier et Seven finit par trouver son équilibre parmi les humains.
Si la plupart de ses composants et implants Borg ont été retirés et que ses gènes humains ont repris le dessus, elle a besoin de se régénérer dans une alcôve Borg tous les 3 à 4 jours. À cette fin, le capitaine Janeway a conservé plusieurs plots de régénération, ou alcôves Borg, dans l'une des salles de chargement.
Malgré ses nombreux accrochages avec le Commandeur Chakotay, elle finira par se rapprocher de lui à la fin de la 7e saison et à en tomber amoureuse.
De par sa vie dans le Collectif durant une longue période, Seven a acquis de grandes connaissances dans de nombreux domaines. Elle est de ce fait l'un des membres les plus précieux de l'USS Voyager. Elle est notamment spécialiste en astrométrie et en armement, et connaît bon nombre d'espèces encore inconnues des êtres humains.
Elle regagnera la Terre avec l'USS Voyager, malgré la peur que ce retour lui procure.
Elle a une tante encore en vie, Irène.
Seven of Nine est célèbre pour ses formes sculpturales.
Avec le Docteur (Hologramme Médical d'Urgence), ils forment un duo de chanteurs.
En 2020 son personnage réapparaît à partir de l'épisode 3 de la saison 1 de la série Star Trek: Picard à la dernière saison. Seven of Nine devient capitaine du l'USS Entreprise (NCC-1701-G).

### Liens
- (en) Biographie officielle d'après le site www.startrek.com
- Ressource relative à la bande dessinée :   - Comic Vine